# PowerNow!
PowerNow! is een stroombesparingstechniek voor mobiele processoren van AMD. De kloksnelheid en het processorvoltage worden automatisch verlaagd wanneer de computer licht belast wordt. Hiermee wordt energie bespaard, en neemt de warmteontwikkeling en het ventilatiegeluid af. Ook wordt hiermee de levensduur van de processor verlengd door een afname van elektromigratie.
De aanpassing voor desktopcomputers heet Cool'n'Quiet.

## Ondersteunde processoren
- K6-2
- K6-III
- Athlon XP-M (sommige modellen)
- Mobiele Athlon 64
- Mobiele Sempron
- Turion 64 en X2
- Athlon II
- Fusion